# Marieke Lucas Rijneveld
Lucas Rijneveld (ranije poznat kao "Marieke Lucas Rijneveld", rođen 20. travnja 1991. u Nieuwendijku, Nizozemska) je nizozemski pisac i pjesnik. Za svoj je prvi roman, Večernja nelagoda, 2020. godine osvojio International Booker Prize te time postao prvi nizozemski pisac te prva nebinarna osoba koja je osvojila tu nagradu. Rijnevel za sebe koristi muške zamjenice.

### Poezija
- Kalfsvlies, 2015.
- Fantoommerrie, 2019.[1]
- Komijnsplitsers, 2022.[2]

### Proza
- De avond is ongemak. Atlas Contact, 2018. Prijevod: Večernja nelagoda, na hrvatski prevela Svetlana Grubić Samardžija (Naklada Ljevak) ISBN 9789533554846.
- Mijn lieve gunsteling. Atlas Contact, 2020.[3]
- Het warmtefort. Stichting CPNB, 2022.